# Gmina związkowa Oberes Glantal
Gmina związkowa Oberes Glantal (niem. Verbandsgemeinde Oberes Glantal) – gmina związkowa w Niemczech, w kraju związkowym Nadrenia-Palatynat, w powiecie Kusel. Siedziba gminy związkowej znajduje się w miejscowości Schönenberg-Kübelberg. Powstała 1 stycznia 2017 z połączenia trzech gmin związkowych: Glan-Münchweiler, Schönenberg-Kübelberg oraz Waldmohr.

## Podział administracyjny
Gmina związkowa zrzesza 23 gminy wiejskie:
1. Altenkirchen
2. Börsborn
3. Breitenbach
4. Brücken (Pfalz)
5. Dittweiler
6. Dunzweiler
7. Frohnhofen
8. Glan-Münchweiler
9. Gries
10. Henschtal
11. Herschweiler-Pettersheim
12. Hüffler
13. Krottelbach
14. Langenbach
15. Matzenbach
16. Nanzdietschweiler
17. Ohmbach
18. Quirnbach/Pfalz
19. Rehweiler
20. Schönenberg-Kübelberg
21. Steinbach am Glan
22. Wahnwegen
23. Waldmohr